# Anna Maria Mengs

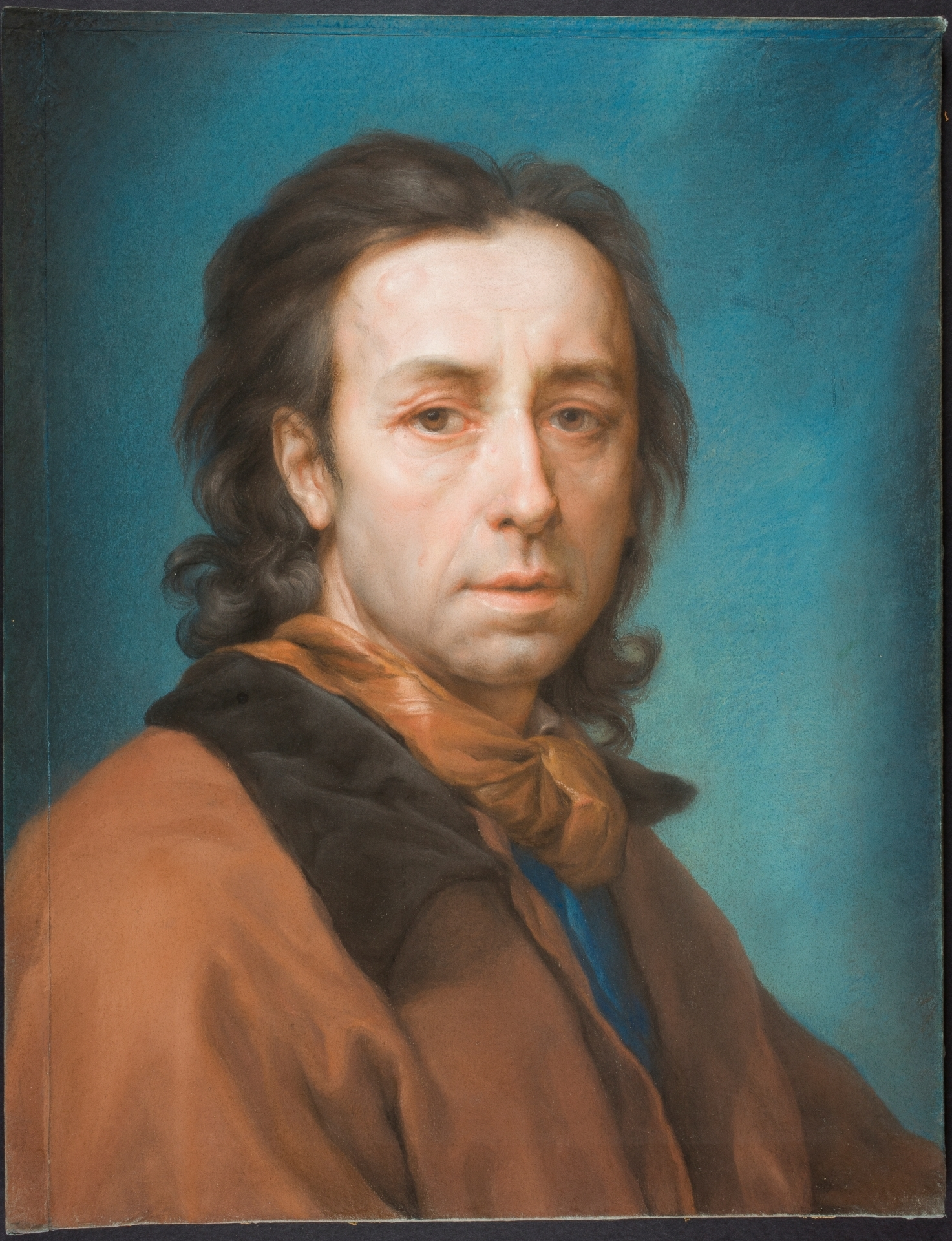
Retrat d'Anton Raphael Mengs per Anna Maria Mengs, Gabinet de Dibuixos i Estampes del Museu del Prado

Anna Maria Teresa Mengs o Ana Carmona (Dresden, 1751– Madrid, 29 d'octubre de 1792) va ser una artista alemanya, pintora de cort de l'Infant Lluís de Borbó i acadèmica d'honor de la Reial Acadèmia de Belles Arts de Sant Ferran. Va destacar com a miniaturista i retratista al pastel.

## Trajectòria
Mengs era filla del pintor Raphael Mengs i de Margarita Guazzi. Deixebla del seu pare, amb set anys ja destacava per les seves capacitats per al dibuix i el color. El 1761 Raphael Mengs fou cridat a treballar per a la cort per Carles III i tota la família es traslladà a Madrid. El 1778 es va casar a Roma, Itàlia, amb el gravador espanyol Manuel Salvador Carmona, amb qui va tenir set fills.
L'obra de Mengs inclou paisatges, retrats en pastís i miniatures. Va fer diferents retrats de l'infant Don Luis, així com de la marquesa de Valdecarzana, de donya Juliana Morales o el del seu marit, entre d'altres. Aquest últim es conserva a la Reial Acadèmia de Sant Ferran. En reconeixement de la seva obra, la Reial Acadèmia de Belles Arts de Sant Ferran la va admetre com a acadèmica d'honor i membre de mèrit el 29 d'agost de 1790.
Va morir a Madrid el 29 d'octubre de 1792, i fou enterrada a l'església de San Sebastián d'aquesta localitat.
El 1793, per a comemmorar el primer aniversari de la seva mort, l'Acadèmia de Sant Ferran va presentar una exposició de la seva obra.